# HMBS
La porfobilinógeno deaminasa (o hidroximetilbilano sintasa) es una enzima, codificada por el gen HMBS, que está involucrada en el tercer paso del metabolismo de la porfirina, donde se convierte el porfobilinógeno en hidroximetilbilano. Actividad defectiva en este enzima puede llevar a sufrir el desorden conocido como porfiria aguda intermitente.
Fuentes antiguas categorizan este enzima bajo el número EC: 4.3.1.8.
- Datos: Q415227